# ライアン・オチョア
ライアン・オチョア（Ryan Ochoa, 1996年5月17日 - ）は、アメリカ合衆国出身の俳優である。

## 出演作品
- iCarly（チャック）
- KING兄弟（ラニー）
- Disney's クリスマス・キャロル（タイニー・ティム）
- バットマン:ブレイブ&ボールド（スピーディー（幼少期））